# Narcis Jeruzalemski
Sveti Narcis Jeruzalemski (oko 99. – Aelia Capitolina, oko 216.), jeruzalemski biskup i svetac.

## Životopis
Rođen je oko 99. godine. S otprilike sto godina izabran je za tridesetog biskupa Jeruzalema. 195. godine u Palestini s Teofilom iz Cezareje predsjedao je saborom na kojemu je odlučeno da Uskrs mora padati na nedjelju.
Biskup Euzebije govori o čudu koje je Bog učinio preko sv. Narcisa, pretvorivši vodu u ulje za svjetiljke njegove crkve, koje su bile presušile, na Uskrs. Zbog njegove starosti pojavile su se neke optužbe o njemu te je bio prognan iz Jeruzalema. Ubrzo je dokazano da su optužbe bile lažne te se on vratio u svoju biskupiju. Umro je u dubokoj starosti. 

## Štovanje
Štuje ga se kao sveca i u Katoličkoj i u pravoslavnim Crkvama. Katolici njegov dan obilježavaju 29. listopada, a pravoslavci 7. kolovoza. Zaziva ga se kod uboda kukaca.